# Alpine Air Express
Alpine Air Express ist eine US-amerikanische Frachtfluggesellschaft mit Sitz in Provo, welche den Westen der Vereinigten Staaten und Hawaii bedient. Alpine Air Express wurde 1975 gegründet.
Im April 2020 übernahm Alpine Air Express die Vermögenswerte der insolventen Great Lakes Airlines mit 25 Beech 1900 und 2 Embraer EMB 120. Im April 2022 übernahm man Suburban Air Freight Inc. aus Omaha, Nebraska. Die Fluggesellschaft verfügt nun über mehr als 50 Flugzeuge der Typen Beech 1900C, Beech 1900D und Beech 99.